# Veilchen-Polka
Die Veilchen-Polka ist eine Polka von Johann Strauss (Sohn) (op. 132). Das Werk wurde am 1. Mai 1853 im Tanzlokal Zum Sperl in Wien erstmals aufgeführt.

## Einzelnachweis
1. ↑  Quelle: Englische Version des Booklets (Seite 21) in der 52 CDs umfassenden Gesamtausgabe der Orchesterwerke von Johann Strauß (Sohn), Hrsg. Naxos (Label). Das Werk ist als vierter Titel auf der 4. CD zu hören.